# Воскресенка (Ивановская поселковая община)
Воскресенка (укр. Воскресенка) — село в Ивановской поселковой общине Генического района Херсонской области Украины.
Население по переписи 2001 года составляло 954 человека. Занимает площадь 65,244 км². Почтовый индекс — 75442. Телефонный код — 5531.

## Местный совет
75442, Херсонская обл., Ивановский р-н, с. Воскресенка, ул. Щорса, 1